# Samsung Galaxy Ace
A Samsung Galaxy Ace GT-S5830 és GT-S5830i egy androidos mobiltelefon (okostelefon), amelyet a Samsung 2011 márciusában jelentett be. Az Android 2.2.1-es verzióját tartalmazza, de már az Android 2.3.6 is elérhető rá. A telefon 800MHz-es processzorral, 512 MB belső memóriával, 3,5 hüvelykes, 320×480 pixeles TFT-LCD
kijelzővel, kapacitív érintőkijelzővel és 5 megapixeles kamerával rendelkezik.

## Processzorok
A Samsung Galaxy Ace-t jelenleg Qualcomm MSM7227-1 Turbo ARMv6 CPU-val szerelik, mely az Adreno 200 GPU-ját használja.

## Memória
A készülékben 384 MB RAM (ebből elérhető: 278 MB) és 512 MB belső tárhely (ebből elérhető: 180 MB) kapott helyet. A tárhely microSD-vel akár további 32 GB-ig bővíthető.

## Képernyő
A Samsung Galaxy Ace 3,5 hüvelykes TFT-LCD HVGA érintőképernyővel rendelkezik.

## Előre telepített alkalmazások
- Óra
- Naptár
- Jegyzet
- Zenék
- Fájlok
- FM rádió
- AllShare
- Internet
- Android Market
- Gmail
- E-mail
- Google Search
- Térkép
- Social Hub
- Beállítások
- YouTube
- Google Csevegő
- Koordináták
- Voice Search
- Navigáció
- Helyek
- Hírek és Időjárás
- Fájlok
- ThinkFree Office
- Számológép
- Samsung Apps
- Hangrögzítő
- Feladat-Kezelő
- Letöltések

## Külső hivatkozások
- samsung.com
- mobilarena.hu